# Piptospatha perakensis
Piptospatha perakensis là một loài thực vật có hoa trong họ Ráy (Araceae). Loài này được (Engl.) Ridl. miêu tả khoa học đầu tiên năm 1925.